# Ilhas Sverdrup
As ilhas Sverdrup são um arquipélago do norte das ilhas da Rainha Isabel em Nunavut, Canadá, no arquipélago Ártico Canadiano.
As ilhas ficam a oeste da ilha Ellesmere, a cerca de 82°N e 95°W. As principais ilhas do grupo são a ilha Axel Heiberg, ilha Amund Ringnes, e ilha Ellef Ringnes, e o arquipélago também inclui um número indeterminado de pequenas ilhas nas águas que o circundam. Este grupo de ilhas recebeu o nome em homenagem ao explorador norueguês Otto Sverdrup, que explorou e cartografou as ilhas entre 1898 e 1902, com o navio Fram, embora tenham sido previamente habitadas pelos Inuit. As ilhas são desabitadas e o único lugar para pernoitar está na ilha Ellef Ringnes.    
As ilhas principaís são:
| Ilha                | área (km2) |
| ------------------- | ---------- |
| Ilha Axel Heiberg   | 43178      |
| Ilha Ellef Ringnes  | 11295      |
| Ilha Amund Ringnes  | 5255       |
| Ilha Meighen        | 955        |
| Ilha King Christian | 645        |
| Ilha Stor           | 313        |